# 이목 (1471년)
이목(李穆, 1471년 ~ 1498년)은 조선의 문신이다. 자는 중옹, 호는 한재, 본관은 전주(全州)이다.

## 생애
연산군 때 문과에 장원 급제하였으며, 일찍이 김종직에게 글을 배웠다.
태학에 있을 때, 성종이 병이 있어 대비가 무녀를 시켜 벽송정에서 기도를 베풀자, 이목이 태학생들을 데리고 가서 무녀에게 곤장을 쳐서 쫓아냈다. 후에 성종이 이 사실을 알고 노하여 당시의 유생들을 기록하게 하였다. 유생들은 모두 도망하였으나, 이목 홀로 도망하지 않아서 성종의 칭찬과 술을 받았다. 그는 늘 바른말 잘 하기로 유명하였는데, 이로 인해 공주에 유배된 적도 있다.
무오사화 때, 윤필상의 모함을 받아 김일손·권오복 등과 함께 사형을 받았는데, 형장에 나갈 때 조금도 안색이 변하지 않고, 스스로 절명(絶命)의 노래를 지어 죽으니 그때 그의 나이 28세였다.
그는 일찍이 공주에 귀양갔던 인연으로 공주의 인사들이 충현 서원을 세우고 제사하였다.

## 가족 관계
- 할아버지 : 이손약(李孫若)
  - 생부 : 이윤생(李閏生)
  - 계모 : 전주최씨, 최예한(崔禮漢)의 딸
    - 이복형님 : 이수(李穟)
      - 이복형수 : 남양홍씨, 홍보정(洪保定)의 딸

  - 생모 : 남양홍씨, 홍맹부(洪孟阜)의 딸
    - 부인 : 예안김씨, 김수손(金首孫)의 딸
    - 장남 : 이세장(李世璋)
      - 자부 : 양공숙(梁公淑)의 딸
        - 손자 : 이건(李鍵)
        - 손자 : 이난(李鑾)
        - 손자 : 이기(李錡)
        - 손자 : 이갱(李鏗)
        - 손자 : 이철(李鐵)

## 관련 문화재
- 한재당 - 경기도 기념물 제47호
- 이목·이세장 유적 - 공주시 향토문화유적(기념물) 제21호